# Dumbrăveni
Dumbrăveni [dumbrəvenʲ] (veraltet Ibașfalău; deutsch Elisabethstadt oder Eppeschdorf, siebenbürgisch-sächsisch Eppeschderf, ungarisch Erzsébetváros oder Ebesfalva, lateinisch Elisabethopolis) ist eine Kleinstadt in der Region Siebenbürgen in Rumänien.

## Geographische Lage
Dumbrăveni liegt im nördlichen Teil des Kreises Sibiu an der Târnava Mare (Großen Kokel), etwa auf halbem Weg zwischen Sighișoara (Schäßburg) und Mediaș (Mediasch).
Südlich von Dumbrăveni führt die Nationalstraße Drum național 14 von Sighișoara (Schäßburg) nach Hermannstadt an der Stadt vorbei. Mit Fertigstellung der Siebenbürgen-Autobahn A3 soll ein Autobahnanschluss entstehen. Der Bahnhof befindet sich ebenfalls außerhalb im Süden der Stadt und liegt an der wichtigen Bahnstrecke Teiuș–Brașov, wobei fast nur Regionalzüge in Dumbrăveni halten.

## Geschichte
Der Ort wurde im 13. Jahrhundert von Siebenbürger Sachsen gegründet und erstmals 1332 urkundlich erwähnt. Eine Besiedlung der Region deutet nach archäologischen Funden auf dem Areal des eingemeindeten Ortes Șaroș pe Târnave (Scharosch) bis in die Frühbronzezeit zurück.
Im 14. Jahrhundert wurde die Siedlung als Eppeschdorf bekannt. In den folgenden Zeiten wurde das Dorf auch von Rumänen und Ungarn bewohnt. Im 15. Jahrhundert ließ sich dort die ungarische Adelsfamilie Apafi nieder und erbaute im Jahre 1552 ein Schloss im Renaissancestil. Im Jahre 1661 wurde Michael I. Apafi Fürst von Siebenbürgen. Somit wurde das damalige Eppeschdorf zeitweilige Fürstenresidenz.
Für die Stadtgeschichte bedeutend war in den Jahren 1671 bis 1685 (unter Michael Apafi) die Ansiedlung vertriebener Armenier aus der Moldau. Als Kaufleute erhielten sie zahlreiche Privilegien. Sie erwarben schließlich das Schloss und besiedelten auch umliegende Dörfer, beispielsweise Hoghilag (Halvelagen), Ernea (Ehrgang) und Scharosch.
Im 18. Jahrhundert wurde Eppeschdorf in Elisabethstadt umbenannt und erhielt den Rang einer privilegierten Stadt. Allmählich nahmen die Armenier die ungarische Sprache und Kultur an.
Seit dem Ende des Ersten Weltkrieges gehört die Stadt zu Rumänien. Zusammen mit Gherla (Armenierstadt) gehört Dumbrăveni zu den historisch bedeutenden armenischen Städten in Siebenbürgen.

## Bevölkerung
Im Jahre 1850 zählte die Stadt insgesamt 2.224 Bürger. Zu dieser Zeit bezeichneten sich noch 689 Bürger als armenischer Herkunft. Im Jahre 1930 bei beinahe doppelter Einwohnerzahl nannten sich lediglich noch 32 Bürger als Armenier. Gemäß der Volkszählung von 2002 lebten in Dumbrăveni 8.419 Einwohner, davon waren 72,9 % Rumänen, 13,8 % Roma, 11,7 % Ungarn und 1,5 % Siebenbürger Sachsen.

## Sehenswürdigkeiten
- Die armenisch-katholische Barockkirche Sf. Elisabeta (St. Elizabeth), 1766 bis 1791 errichtet, steht unter Denkmalschutz.[7]
- Die evangelische Kirche,[8] ehemalige katholische Sf. Ioan Botezătorul (Hl. Johannes der Täufer), 1771 errichtet und 1925 erneuert, steht unter Denkmalschutz.[7]
- Die römisch-katholische Kirche Sf. Apostoli Petru și Pavel (Hl. Aposteln Peter und Paul), 1795 bis 1798 errichtet, steht unter Denkmalschutz.[7]
- Das Schloss Apafi 1552 errichtet, 1650 bis 1700 erneuert, steht unter Denkmalschutz.[7]
- Das armenische Museum A.R.C.A. (Acțiuni de Regenerare a Comunității Armene, Aktionen zur Regeneration der armenischen Gemeinde; Anspielung auf das rum. Wort für Arche) im Schloss Apafi.[9]

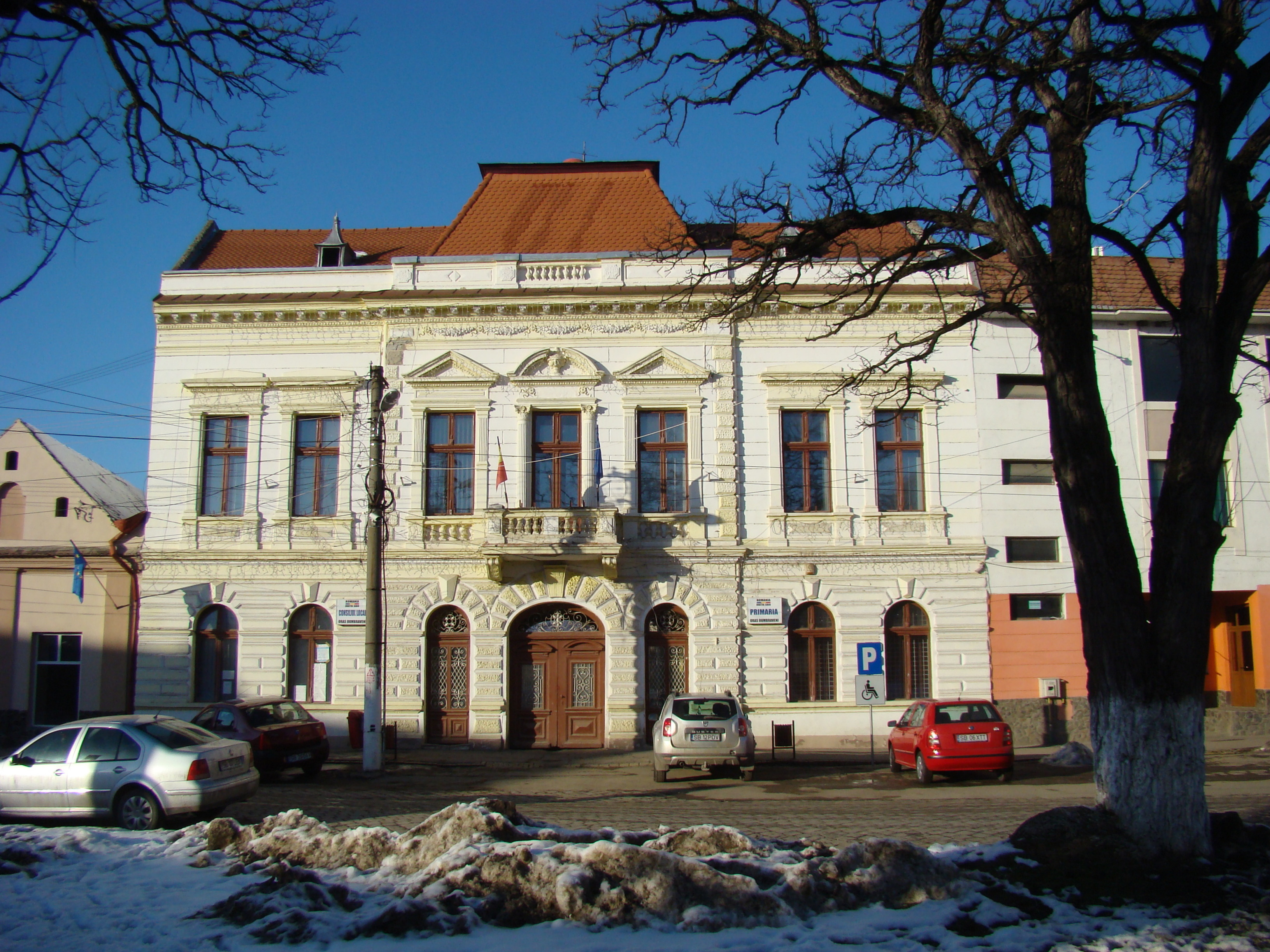
Rathaus
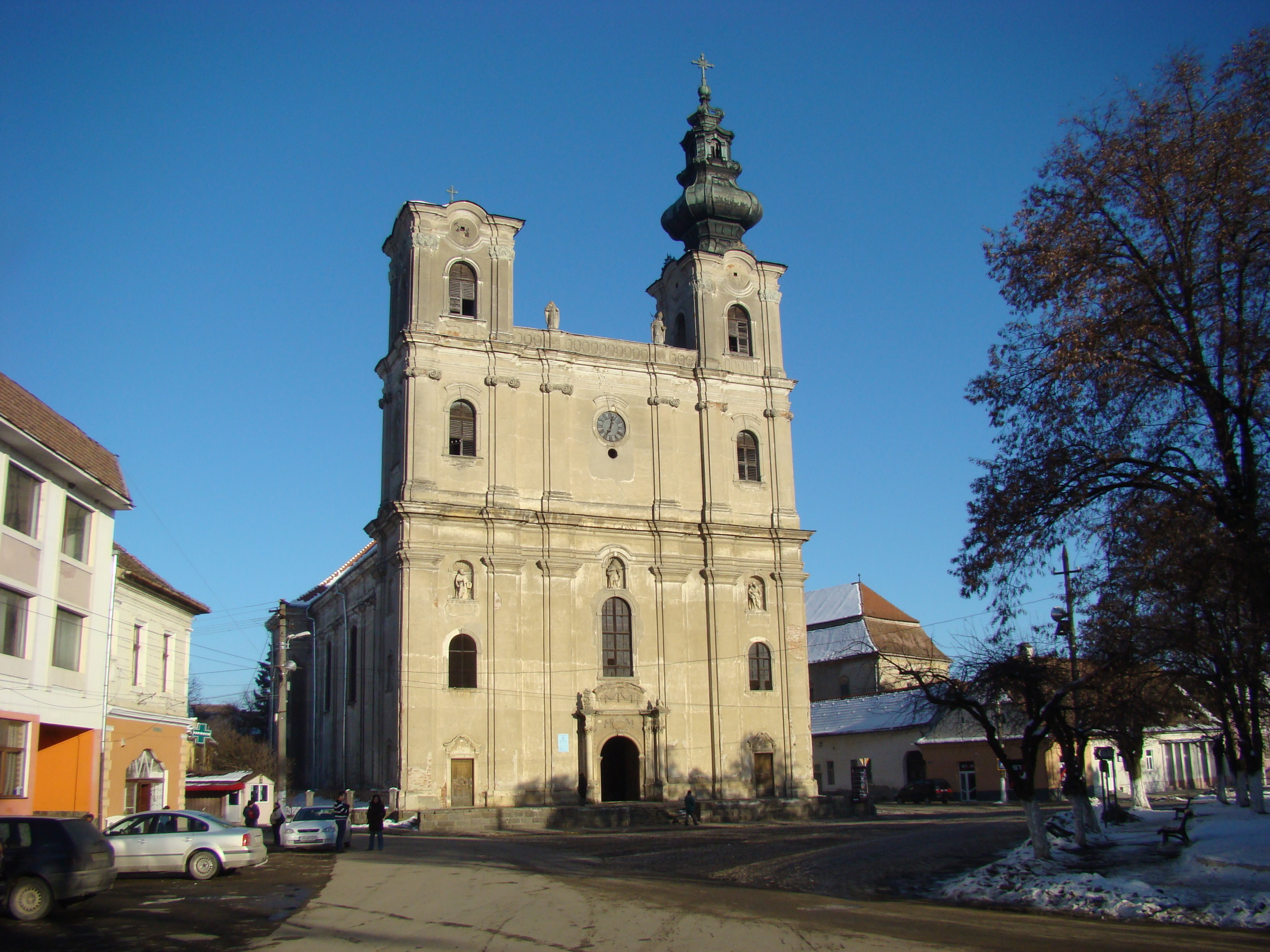
Armenisch-katholische Kirche
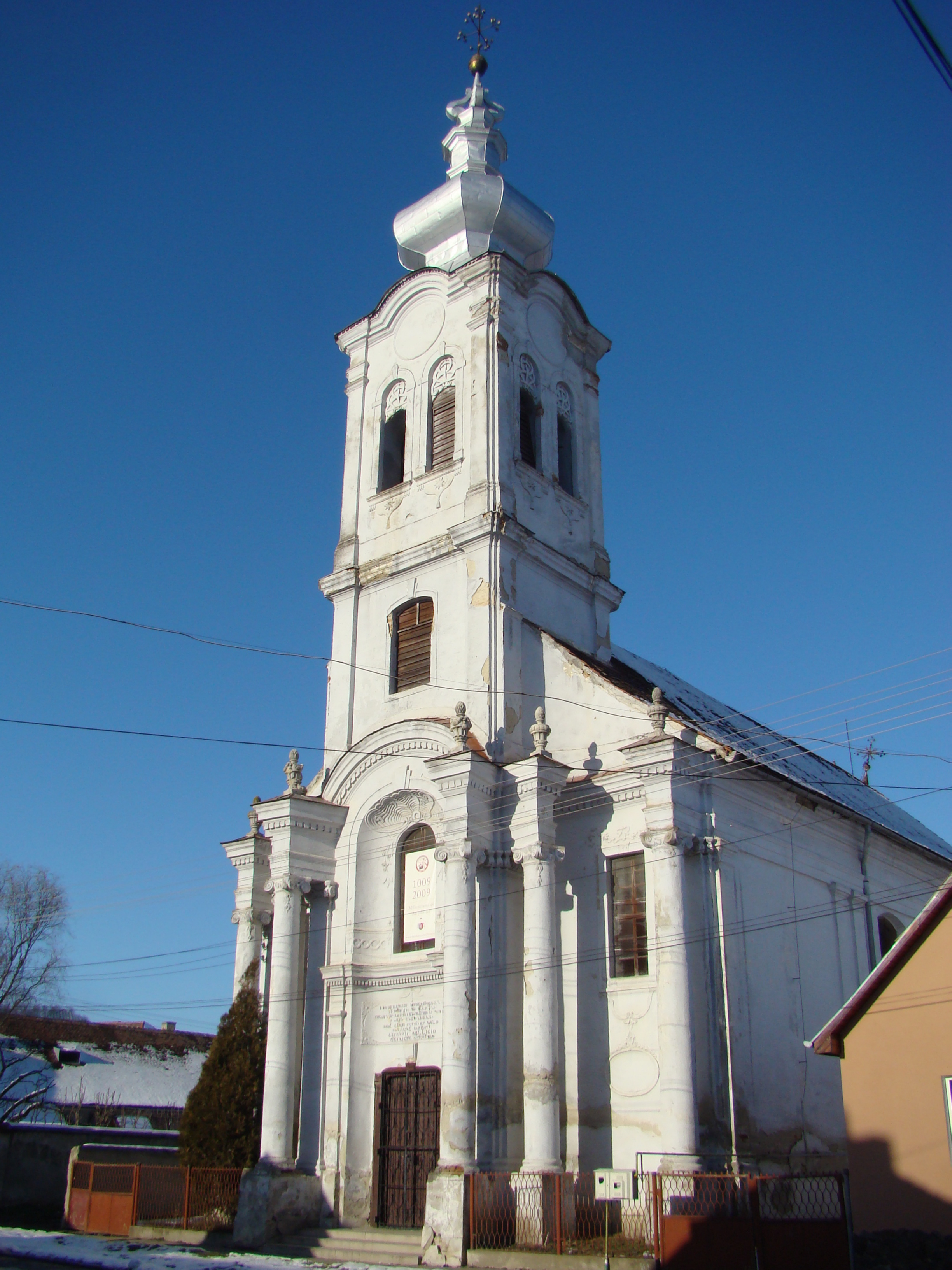
Römisch-katholische Kirche
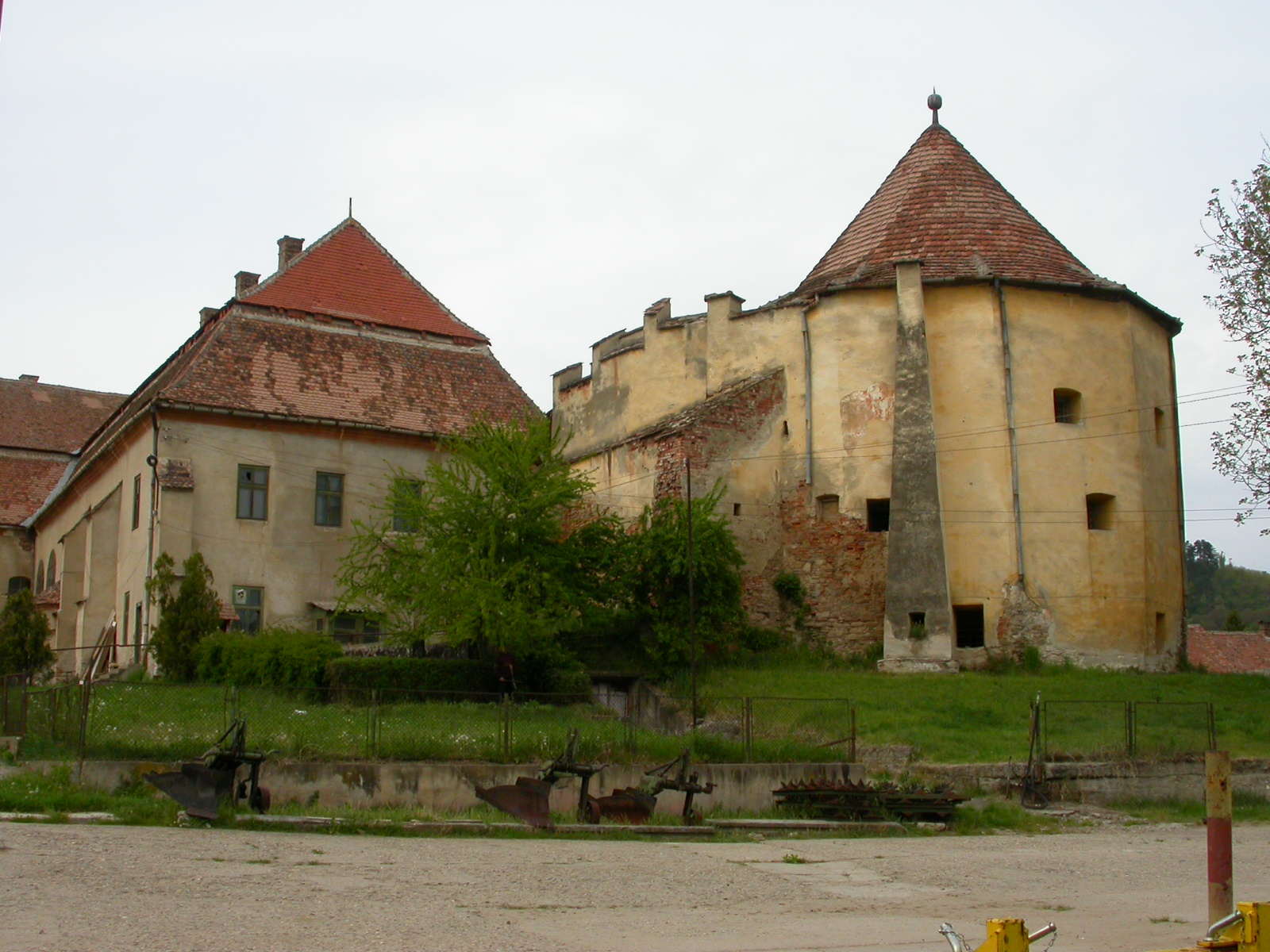
Schloss Apafi
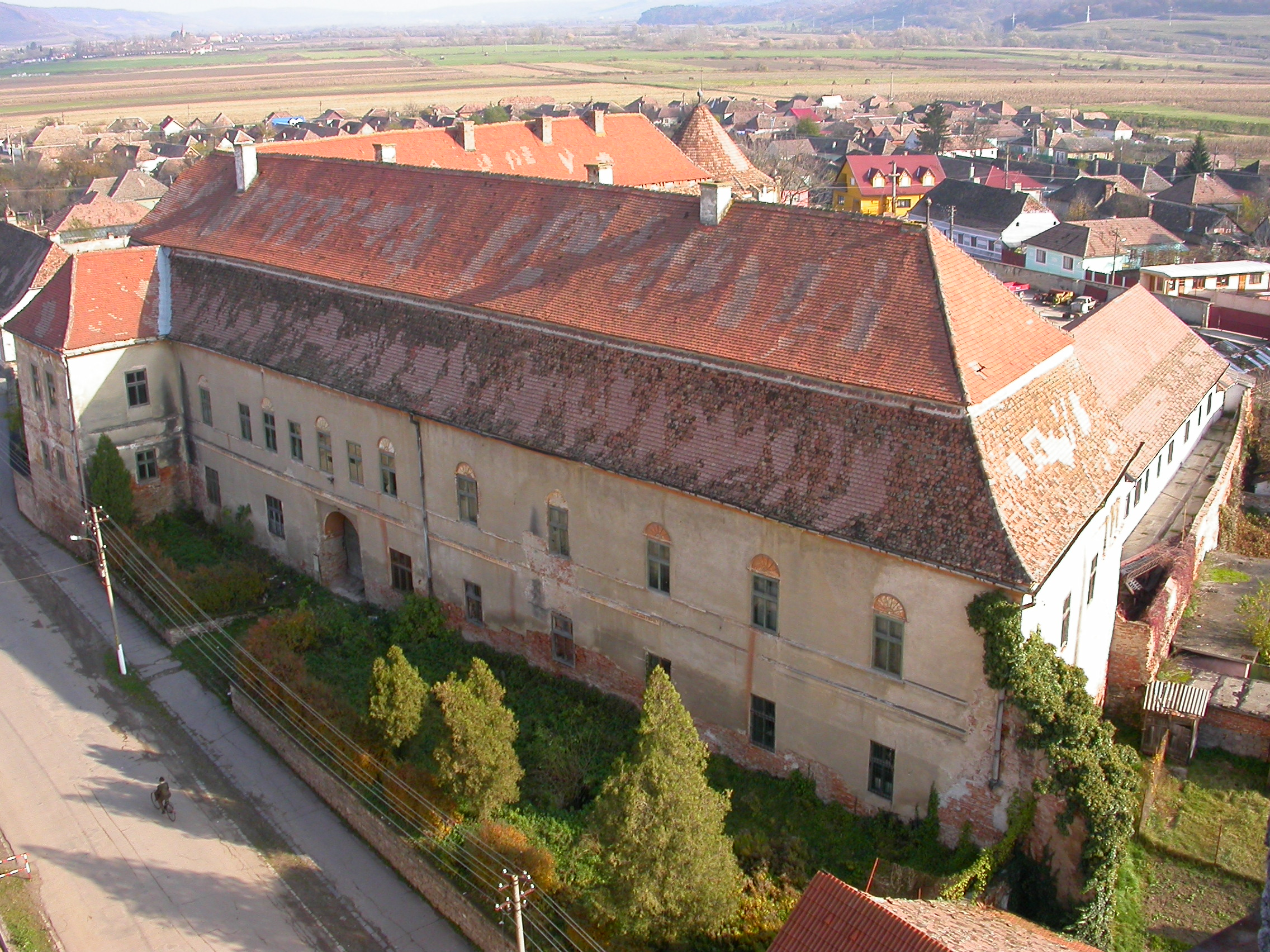
Blick auf das Schloss und Ortsteil

## Politik
Der Lokalrat der Stadt besteht aus 14 Mitgliedern. Nach der Wahl von 2024 sind fünf Parteien vertreten: PSD (6 Sitze), PNL (6 Sitze), PRPE, UDMR und AUR (je 1 Sitz).

## Persönlichkeiten
- Michael I. Apafi (1632–1690), Fürst von Siebenbürgen, lebte zeitweise in Elisabethstadt